# أرق الصقلاب
أرق الصقلاب أو مَنّ الدَّفْلَى أو أرق حشيشة اللبن أو أرق الفلفل الحلو (الاسم العلمي Aphis nerii)، حشرة من نصفيات الأجنحة وفصيلة المن ويتبع جنس الأرقة. هي حشرة صغيرة طولها نحو 2 مم. لونها أصفر ذهبي. تركب أوراق الصقلاب وتؤذيها.

## معرض صور

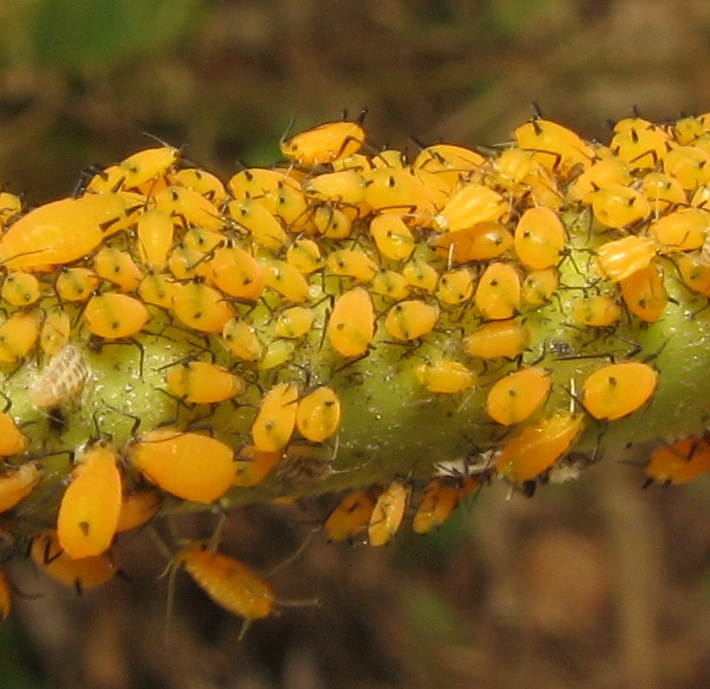
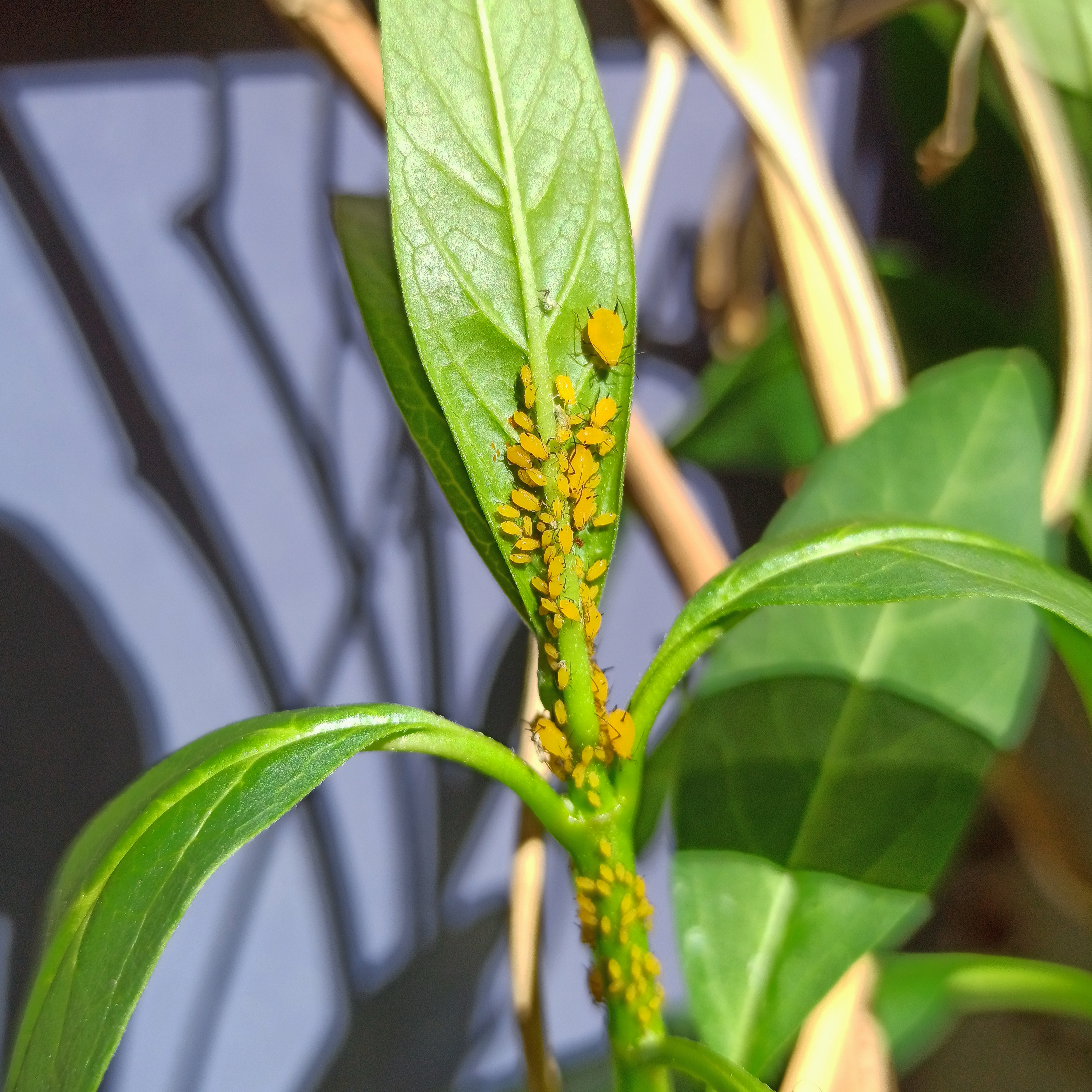
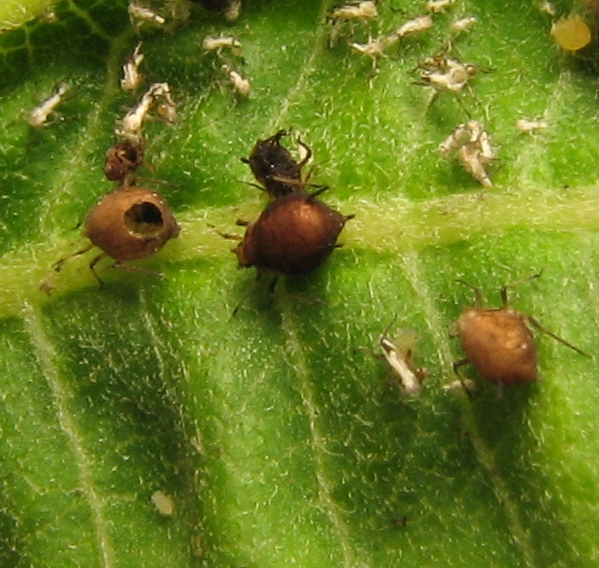
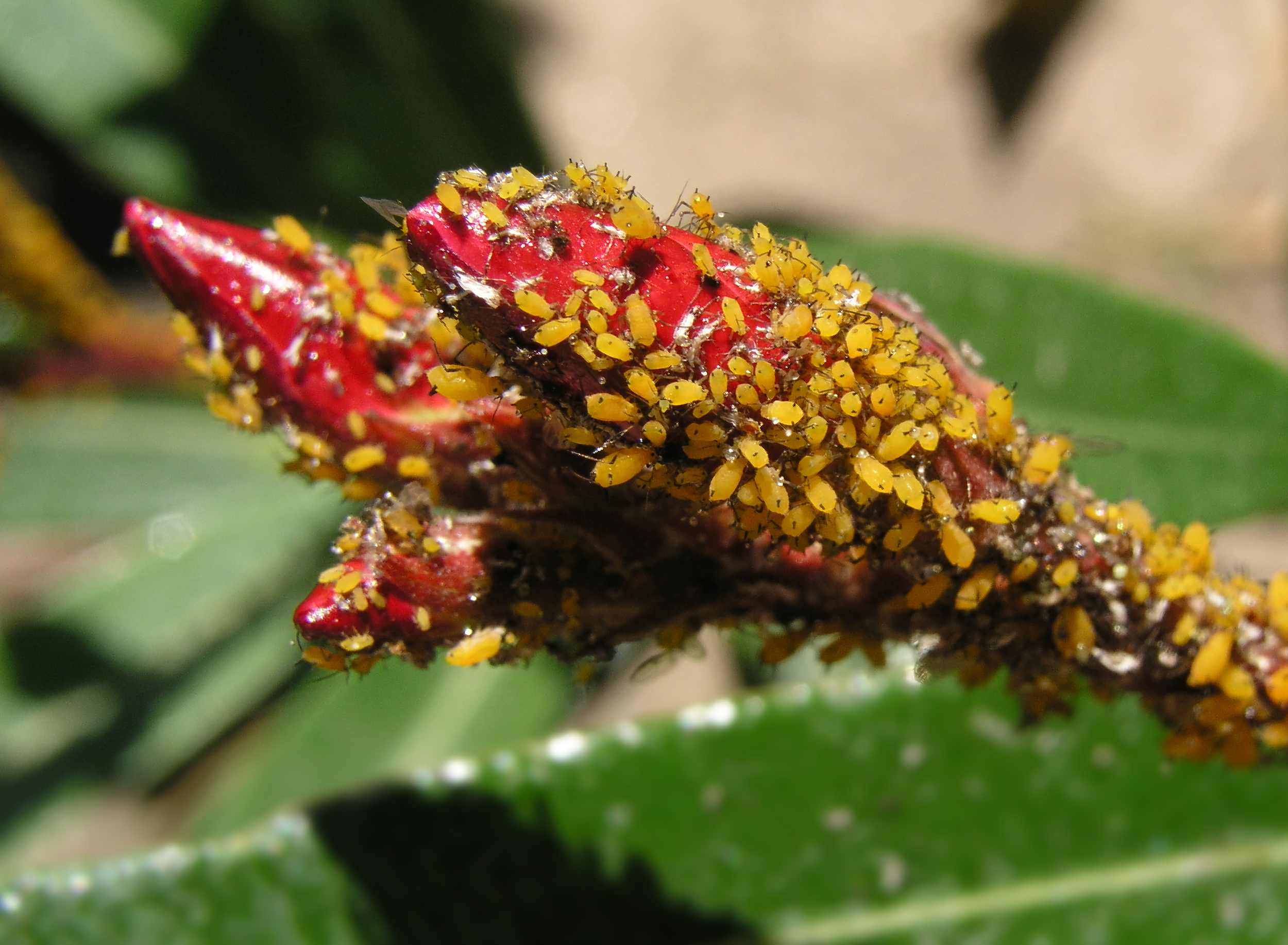
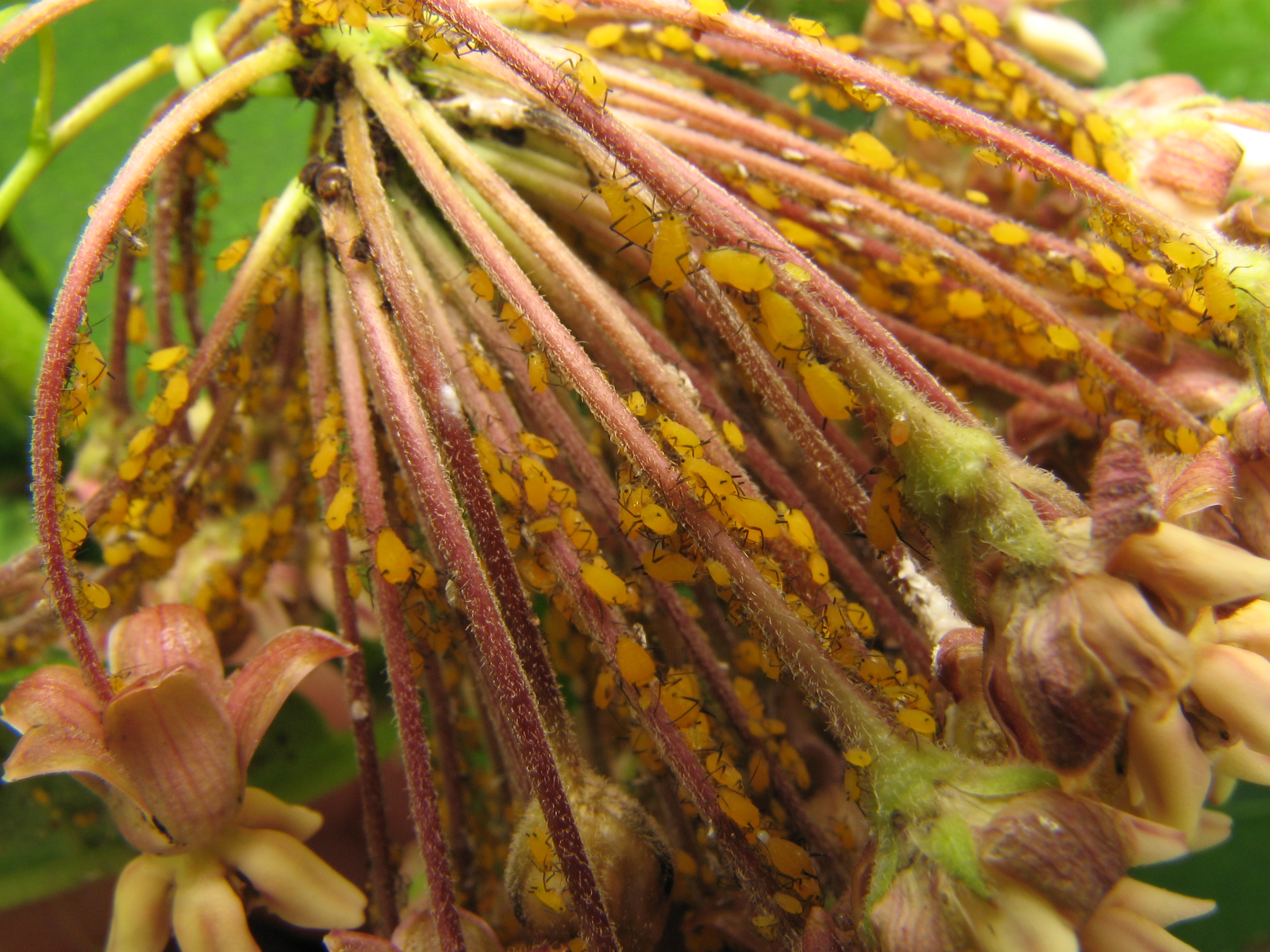